# Real Time with Bill Maher

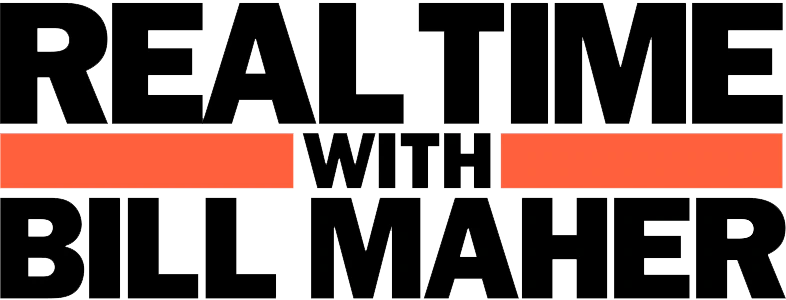

Real Time with Bill Maher è un programma televisivo di interviste statunitense che va in onda settimanalmente su HBO, condotto dal comico e satirista politico Bill Maher. Come la sua precedente serie 'Politically Incorrect' su Comedy Central e successivamente su ABC, Real Time presenta un gruppo di ospiti che discutono dell'attualità in ambito politico e mediatico. A differenza del suo precedente programma, gli ospiti sono solitamente più esperti nell'argomento: alla discussione sono soliti partecipare giornalisti, professori o politici, piuttosto che attori o celebrità.
A settembre 2021, HBO annunciò che il programma era stato rinnovato per altre due stagioni, tenendolo nel palinsesto per tutto il 2024. La ventunesima stagione del programma cominciàò il 20 gennaio 2023. Dal 3 febbraio 2023, il segmento dopo-programma Overtime è stato aggiunto alla programmazione di CNN Tonight.